# Freziera caloneura
Freziera caloneura là một loài thực vật thuộc họ Theaceae. Loài này có ở Bolivia và Peru.